# Звонимир Цимерманчић
Звонимир Цимерманчић (Загреб, 26. августа 1917 — Загреб, 17. маја 1979) био је југословенски и хрватски фудбалски репрезентативац.

## Биографија
- Играо је у нападу за следеће клубове:

ХШК Конкордиа Загреб (1933−1934),
ШК Славија Вараждин (1935−1938),
1. ХШК Грађански Загреб (1939−1945),
НК Динамо Загреб (1945−1949),
НК Локомотива Загреб (1949−1950) и
НК Динамо Загреб (1951−1954)
Цимерманчић је један од 9 фудбалера који су играли за репрезентацију Југославије пре и после Другог светског рата. Са репрезентацијом је учествовао на Олимпијским играма 1948. у Лондону и освојио сребрну медаљу. За репрезентацију је играо 9 пута и постигао 3 гола. Прве четири утакмице је одиграо за репрезентацију Краљевине Југославије у току 1940. и 1941. и постигао 2 гола, а осталих пет по завршетку рата 1947. и 1948. и постигао један гол.
У току Другог светског рата 1941 — 1944. играо је за репрезентацију Хрватске. У репрезентацији НДХ играо је 17 утакмица и постигао 8 голова.
Цимерманчић је био стоматолог. Водио је зубну амбуланту у загребачком предузећу „Нада Димић“. Трагично је завршио, подлегавши тешким повредама које је задобио, у саобраћајној несрећи у Загребу 1979. године.